# 吴之鲸

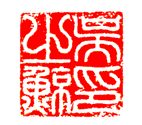
何震刻吴之鲸印

吴之鲸（?—?），字伯霖，又字伯裔，钱塘人。
與冯梦祯、黄汝亨友好，同吴大山并称“江皋二俊”。屢試不第，万历三十七年（1609年）中举，褐选浮梁（今江西省景德镇市）县令，是年六月卒于浮梁任所。有《阆阁草》一卷、《瑶草园集》一卷、《武林梵志》十二卷。